# Outrewarche
Outrewarche est un hameau de Belgique situé dans les cantons de l'Est sur le territoire de la commune de Waimes en province de Liège. 
Avant la fusion des communes de 1977, le village faisait partie de la commune de Robertville.

## Étymologie
Outrewarche orthographié autrefois Oultrewarche signifie : De l'autre côté de la Warche. 
Le hameau s'appelle Spinne ou In der Spinnerei en allemand.

## Situation
Ce hameau ardennais étire ses habitations principalement le long d'une route campagnarde qui monte progressivement depuis le pont sur la Warche et sa rive droite vers une colline située à une altitude de 550 mètres. Il avoisine les villages de Robertville et Champagne.

## Description
Dans un environnement de prairies bordées de haies vives, l'habitat le plus ancien d'Outrewarche se compose de fermettes en pierre du pays (moellons de grès). Des constructions de type pavillonnaire se sont ajoutées plus récemment.